# نادي دوفر
نادي دوفر هو نادي كرة قدم بريطاني أٌسس عام 1894.